# Hamza Driouch
Hamza Driouch (arabisch حمزة الدريوش‎; * 16. November 1994 in Guelmim) ist ein katarischer Mittelstreckenläuferer marokkanischer Herkunft, der sich auf die 1500-Meter-Distanz spezialisiert hat.

## Sportliche Laufbahn
Erste Erfahrungen bei internationalen Meisterschaften sammelte Hamza Driouch bei den Hallenasienmeisterschaften in Teheran, bei denen er den vierten Platz über 800 Meter belegte. Bei den Juniorenasienmeisterschaften in Hanoi gewann er die Silbermedaille über 800 Meter und erreichte bei den Juniorenweltmeisterschaften im kanadischen Moncton das Halbfinale. 2011 belegte er bei den Jugendweltmeisterschaften in Lille den vierten Platz über 800 Meter und qualifizierte sich über 1500 Meter für die Weltmeisterschaften in Daegu, bei denen er in der ersten Runde ausschied. Zudem gewann er bei den Panarabischen Meisterschaften in Doha die Silbermedaille im 1500-Meter-Lauf. 2012 gewann er bei den Juniorenasienmeisterschaften in Colombo die Goldmedaille über 1500 Meter sowie Silber über 800 Meter und gewann daraufhin bei den Juniorenweltmeisterschaften in Barcelona die Goldmedaille über 1500 Meter. Er qualifizierte sich auch für die Olympischen Spiele in London, bei denen er bis in das Halbfinale gelangte. 2013 belegte er bei den Asienmeisterschaften in Pune den fünften Platz. 2014 gewann er ursprünglich die Silbermedaille bei den Asienspielen in Incheon. Anfang 2015 wurde bekannt, dass Driouch 2012 vor Beginn der Olympischen Spiele gedopt hatte und wurde daraufhin für zwei Jahre gesperrt. Zudem wurden alle Ergebnisse zwischen dem 2. August 2012 und 30. Dezember annulliert.
2017 belegte er mit der katarischen 4-mal-800-Meter-Staffel den sechsten Platz bei den IAAF World Relays auf den Bahamas. Anfang September belegte er bei den Asian Indoor & Martial Arts Games in Aşgabat den fünften Platz über 1500 Meter. 2018 nahm er an den Hallenasienmeisterschaften in Teheran teil und belegte dort den vierten Platz über 1500 Meter. Ende August erfolgte die erste Teilnahme an den Asienspielen in Jakarta, bei denen er in 3:47,84 min den sechsten Platz erreichte. Im Jahr darauf schied er bei den Asienmeisterschaften in Doha mit 3:57,13 min in der ersten Runde.

## Persönliche Bestzeiten
- 800 Meter: 1:46,39 min, 9. Juli 2011 in Lille
  - 800 Meter (Halle): 1:54,75 min, 25. Februar 2010 in Teheran
- 1500 Meter: 3:33,69 min, 11. Mai 2012 in Doha
  - 1500 Meter (Halle): 3:42,12 min, 23. Februar 2012 in Stockholm
- Meile: 3:50,90 min, 7. Juni 2012 in Oslo
- 3000 Meter: 8:48,79 min, 23. September 2011 in Beirut